# Le avventure di Jet Jackson
Le avventure di Jet Jackson  (Captain Midnight) è una serie televisiva statunitense in 39 episodi trasmessi per la prima volta nel corso di 2 stagioni dal 1954 al 1956.
È una serie d'azione a sfondo fantascientifico incentrata sulle vicende di Captain Midnight a capo di una squadra segreta che combatte il crimine organizzato. La serie fu trasmessa in syndication anche con il titolo Jet Jackson, Flying Commando quando il nome del protagonista fu cambiato in "Jet Jackson" per questioni di diritti e sponsorizzazioni. "Jet Jackson" è anche il nome utilizzato per la trasmissione in Italia. Fu la prima serie televisiva di fantascienza statunitense ad essere trasmessa sulla Rai.
La serie televisiva è basata sulla serie radiofonica trasmessa dal 1938 al 1949 (in cui il protagonista ha il nome di Red Albright) , su una serie di fumetti e su un serial cinematografico composto da 15 episodi.

## Personaggi e interpreti
- Capitan Midnight (39 episodi, 1954-1956), interpretato da Richard Webb.
- Ichabod 'Ikky' Mudd (16 episodi, 1954-1956), interpretato da Sid Melton.
- Aristotle 'Tut' Jones (8 episodi, 1954-1956), interpretato da Olan Soule.
- Enemy Agente (4 episodi, 1954-1955), interpretato da Henry Rowland.
- Ditmars (3 episodi, 1954-1955), interpretato da Baynes Barron.
- Enemy Agente (3 episodi, 1955), interpretato da Fred Krone.
- Annunciatore (3 episodi, 1954-1955), interpretato da Pierre Andre.
- Kovac (3 episodi, 1954-1955), interpretato da Harold Dyrenforth.
- Bart (3 episodi, 1954-1955), interpretato da Don C. Harvey.
- Dottor Morelli (3 episodi, 1954-1955), interpretato da Mel Welles.
- Krause (3 episodi, 1954), interpretato da Harry Lauter.

## Produzione
La serie, ideata da Robert M. Burtt e Willfred G. Moore, fu prodotta da Screen Gems Television e girata nei Columbia/Sunset Gower Studios a Hollywood  e nel ranch di Corriganville a Simi Valley in California. Le musiche furono composte da Herb Taylor e Herschell Burke Gilbert.

### Registi
Tra i registi sono accreditati:
- D. Ross Lederman in 10 episodi (1954-1956)
- Lee Sholem
- Robert G. Walker

### Sceneggiatori
Tra gli sceneggiatori sono accreditati:
- Wallace Bosco in 4 episodi (1954-1955)
- Malcolm Stuart Boylan in 2 episodi (1954-1955)
- Robert Leslie Bellem in 2 episodi (1955-1956)
- Peter Dixon
- Lee Erwin
- Roy Hamilton
- Tom Kilpatrick
- John O'Dea

## Distribuzione
La serie fu trasmessa negli Stati Uniti dal 4 settembre 1954 al 21 gennaio 1956  sulla rete televisiva CBS. In Italia è stata trasmessa con il titolo Le avventure di Jet Jackson.

## Episodi
| Stagione         | Episodi | Prima TV USA |
| ---------------- | ------- | ------------ |
| Prima stagione   | 26      | 1954-1955    |
| Seconda stagione | 13      | 1955-1956    |